# Unité en dehors du SI dont l'usage est accepté avec le SI
Une unité en dehors du SI dont l'usage est accepté avec le SI est une unité de mesure qui, bien qu'elle ne fasse pas partie du Système international (SI), est tolérée par le Comité international des poids et mesures (CIPM) en raison de sa large utilisation,.
Certaines de ces unités ne peuvent pas être utilisées avec les préfixes du SI, par exemple les unités de temps hors SI (jour, heure, minute).
Les unités dérivées sont distinctes, en ce qu'elles utilisent les mêmes échelles de mesure que les unités de base et sont donc techniquement équivalentes. Par exemple, un thermomètre en degrés Celsius repose dans les faits sur des kelvins et sa gradation démarre à 273,15 K.

## Liste en 2019
| Grandeur                | Unité              | Symbole | Unité SI         | Valeur en unités SI                   |
| ----------------------- | ------------------ | ------- | ---------------- | ------------------------------------- |
| Temps                   | Minute             | min     | Seconde (s)      | 1 min = 60 s                          |
| Temps                   | Heure              | h       | Seconde (s)      | 1 h = 60 min = 3 600 s                |
| Temps                   | Jour               | d       | Seconde (s)      | 1 d = 24 h = 86 400 s                 |
| Longueur                | Unité astronomique | au      | Mètre (m)        | 1 au = 149 597 870 700 m              |
| Angle plan et de phase  | Degré              | °       | Radian (rad)     | 1° = (π/180) rad                      |
| Angle plan et de phase  | Minute             | ′       | Radian (rad)     | 1′ = (1/60)° = (π/10 800) rad         |
| Angle plan et de phase  | Seconde            | ″       | Radian (rad)     | 1″ = (1/60)′ = (π/648 000) rad        |
| Superficie              | Hectare            | ha      | Mètre carré (m2) | 1 ha = 1 hm2 = 104 m2                 |
| Volume                  | Litre              | l, L    | Mètre cube (m3)  | 1 l = 1 L = 1 dm3 = 103 cm3 = 10−3 m3 |
| Masse                   | Tonne              | t       | kilogramme (kg)  | 1 t = 103 kg                          |
| Masse                   | Dalton             | Da      | kilogramme (kg)  | 1 Da = 1,660 539 066 60(50) e−27 kg   |
| Énergie                 | Électronvolt       | eV      | Joule (J)        | 1 eV = 1,602 176 634 × 10−19 J        |
| Logarithme d'un rapport | Néper              | Np      |                  |                                       |
| Logarithme d'un rapport | Bel                | B       |                  |                                       |
| Logarithme d'un rapport | Décibel            | dB      |                  |                                       |